# Blook
Blook (ang. blog + book) – neologizm na określenie książek, które powstały z blogów lub stron WWW. Książki te mogą stanowić wynik wydawniczej adaptacji bloga albo też projektu wydawniczego z rozmysłem zapoczątkowanego w sieci. Osobny rodzaj blooków stanowią książki, które powstały w wyniku samopublikowania.
W MacMillan English Dictionary proces przechodzenia form on-line w drukowane ujmowany jest jako dziwaczny skręt (bizarre twist) i zatoczenie pełnego koła (full circle) po tendencjach zupełnie przeciwnych, to jest digitalizacji treści drukowanych i udostępnianiu ich on-line.
Nazwę „blook” łączy się z adaptacją bloga Tony’ego Pierce’a, wydaną w książce pod tytułem Blook (2002). Sam tytuł był wynikiem konkursu, który ogłosił Pierce, a wygrał Jeff Jarvis. Jednak za pierwszą książkę powstałą na podstawie bloga uważa się User Interface Design for Programmers Joela Spolsky’ego (2001), opartą na Joel on Software.

## Polskie przykłady
Na podstawie polskich blogów powstały dotąd książki adresowane do różnych grup odbiorców: dzieci i dorosłych, wielbicieli beletrystyki, biografii artystycznych, felietonistyki, kulinariów, porad urodowych, modowych, podróżniczych i na temat samego bloga.
Najbardziej znane przykłady adaptacji blogów o literackim charakterze:
aalli, Świat według blondynki (2002), Krystian B., Amok (2003.), Krystyna Janda, www.małpa.pl (2004) i www.małpa 2pl (2005), Weronika R, Cichodajka.pl (2005), Paweł Klimczak, Jędrne kaktusy, (2007) i Ballada o chaosiku (2009), Tomasz Kwaśniewski, Dziennik ciężarowca (2007), Magda Umer i Andrzej Poniedzielski, Jak trwoga to do bloga (2008), Mikołaj Milcke, Gej w wielkim mieście (2011), Artur Andrus, Blog osławiony między niewiastami (2012) i Vietato fumare, czyli reszta z bloga i coś jeszcze (2014), Denis Wojda, 366 kadrów (2012), Joanna Opiat-Bojarska, Blogostan (2012), Vesper_pl-Szminka na koszuli. Wojna na słowa (2013), Anna Sakowicz, Żółta tabletka (2014), Szepty dzieciństwa (2015), Złodziejka marzeń(2015).